# Asares pagasts
Asares pagasts er en territorial enhed i Aknīstes novads i Letland. Pagasten etableredes i 1866, havde 557 indbyggere i 2010 og omfatter et areal på 83,80 kvadratkilometer. Hovedbyen i pagasten er Asare.